# Бенні Браун
Бенджамін Джін Браун (англ. Benjamin Gene Brown; нар. 29 жовтня 1954 — пом. 1 лютого 1996) — американський легкоатлет, який спеціалізувався в бігу на короткі дистанції.

## Із життєпису
Олімпійський чемпіон в естафеті 4×400 метрів (1976).
Переможець Студентського чемпіонату США у бігу на 440 ярдів (1975) та в естафеті 4×440 ярдів (1973-1975).
По завершенні змагальної кар'єри працював тренером.
Випускник Університету Каліфорнії у Лос-Анджелесі.
Трагічно загинув 1996 року в автомобільній аварії.

## Основні міжнародні виступи
| Рік  | Змагання         | Місто    | Місце | Дисципліна | Примітки |
| ---- | ---------------- | -------- | ----- | ---------- | -------- |
| 1976 | Олімпійські ігри | Монреаль | 1     | 4×400 м    |          |

## Визнання
- Починаючи з 1997, на честь Брауна у Фуллертоні проводяться щорічні легкоатлетичні змагання «Ben Brown Invitational»[2]